# Déli-Shetland-szigetek

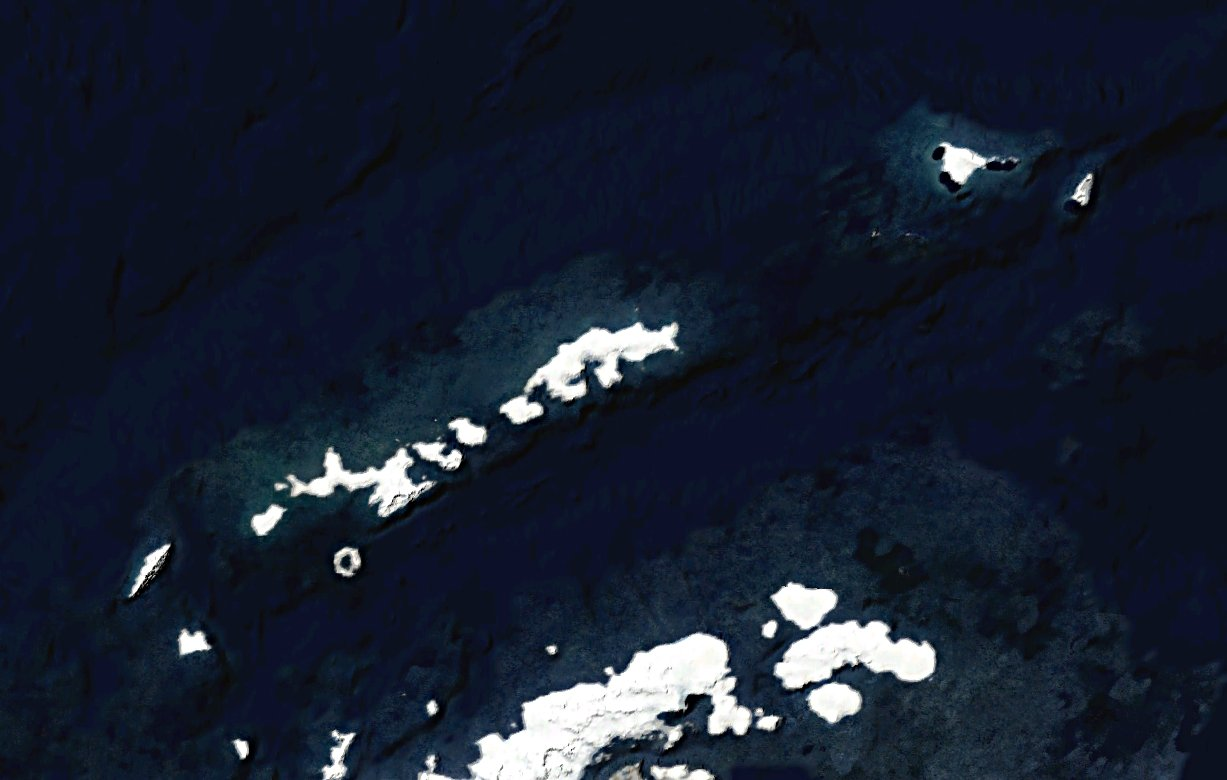

A Déli-Shetland-szigetek az Antarktiszi-félszigettől 120 km-re északra fekvő szigetcsoport. Az 1959-es Antarktisz-egyezmény értelmében a szigetek függetlenségét se el nem ismerik, se meg nem kérdőjelezik, így az aláíró felek minden, nem katonai célra szabadon felhasználhatják a szigeteket.
A szigetekre 1908 óta az Egyesült Királyság igényt tart és 1962 óta a Brit Antarktiszi Terület részének tekinti. 1940 óta az Antarktiszi Chilei Terület részeként a chilei kormány is igényt tart rá. Ugyanígy 1943 óta Tűzföld, Dél-atlanti Szigetek és Argentin Antarktika tartomány Antártida Argentina megyéjeként magáénak tekinti Argentína is.
A szigetek különböző területein jelenleg összesen 16 megfigyelőállomás van, melyek közül a legtöbb chilei. A kutatások alatt gyakran megosztják egymással javaikat. Erre egy példa a chilei-amerikai Shirreff Állomás. A megfigyelőállomások nagyobb része a György király-szigeten van, mert itt ki tudják használni a chilei Eduardo Frei légibázis közelségét.

## Története

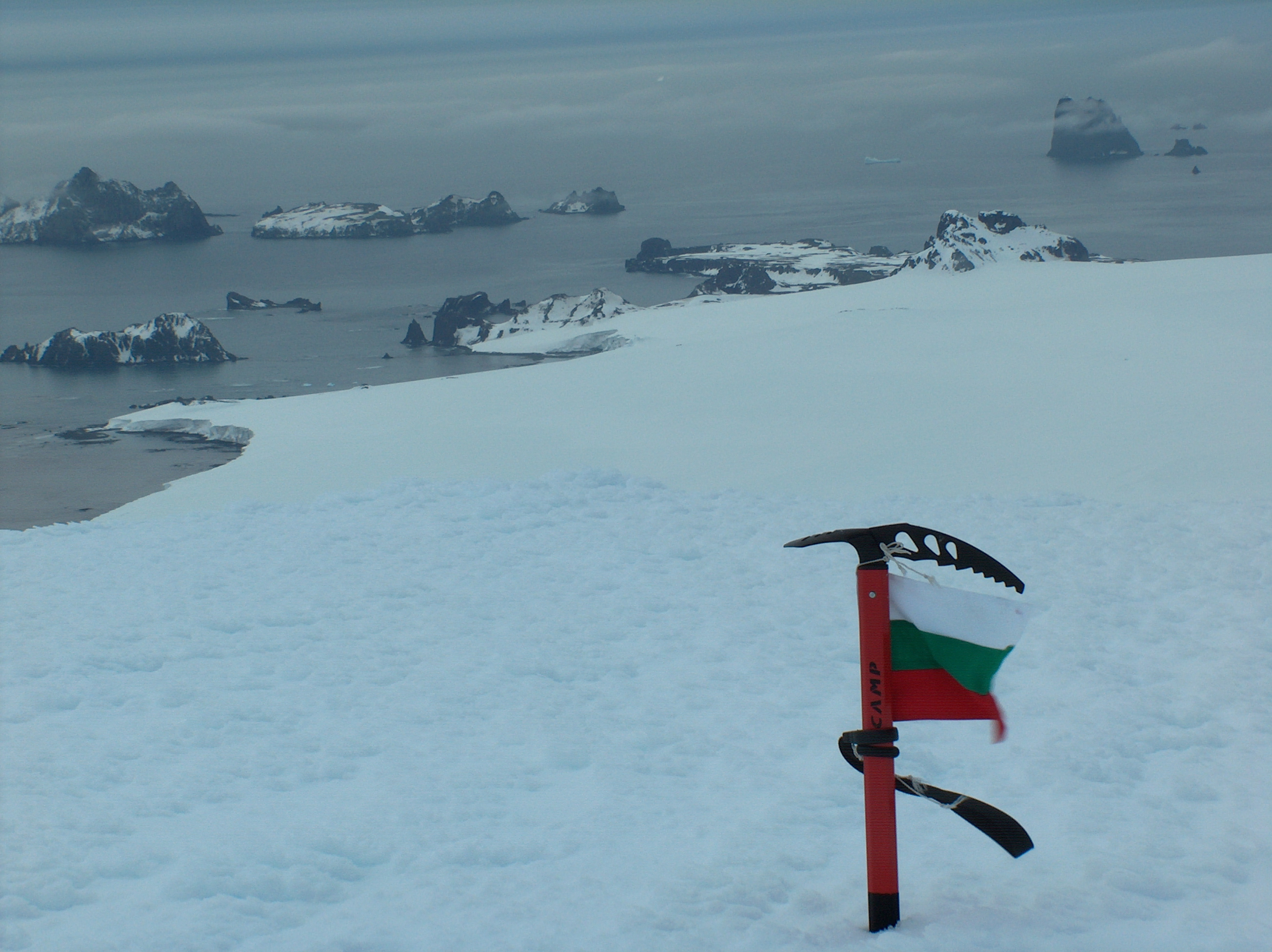
Az 1819. február 19-én felfedezett Vilmos-pont

1588-ban a holland Dirck Gerritsz – vagy 1603-ban a spanyol Gabriel de Castilla utazta először körbe ezeket a szigeteket. Mindketten valószínűleg a Drake-szorostól délre, a Déli-Shetland-szigetek területén haladtak. 1818-ban Juan Pedro de Aguirre engedélyt kapott a Buenos Aires-i hatóságoktól, hogy egy olyan társaságot alapítson, melynek legfőbb célja fókavadászatok szervezése „néhány, a Déli-sark környékén lévő lakatlan szigeten”.
William Smith a brit Williams kereskedelmi briggel 1819-ben a chilei Valparaíso felé útközben letért az eredetileg meghatározott útvonaltól. A Horn-foktól délre haladt, miközben megpillantotta a Livingston-sziget legészakibb pontját, a Vilmos-csúcsot. Smith 1819. október 16-án visszatért a György király-szigethez, és bejelentette Nagy-Britannia területi igényét. Ez a Livingston-sziget lett az első a 60. déli szélességi fokon túl felfedezett sziget.
A Drake-szoroson történő 1819. szeptemberi átkelése során elsüllyedt a spanyol haditengerészet hajója, a San Telmo. Hónapokkal később a hajó feltételezett roncsait fókavadászok találták meg a Livingston-sziget északi partjainál.
1819 decembere és 1820 januárja között Edward Bransfield főhadnagy a Királyi Haditengerészet tulajdonában lévő Williams hajó fedélzetéről megfigyeléseket végzett a szigeteken és egyidejűleg feltérképezte azokat.
A Valparaísoba küldött amerikai ügynök, Jeremy Robinson már 1819. november 15-én tájékoztatta John Quincy Adams amerikai külügyminisztert Smith felfedezéséről és Bransfield közeljövőben tervezett útjáról. Azt tanácsolta a külügyminiszterek, hogy a kormány küldjön a területre hajókat, hogy felfedezhessék azokat a szigeteket, ahol „feltárulnának a gazdagság, a hatalom és a boldogság új forrásai, ezáltal a tiszta tudomány javára válna.” (new sources of wealth, power and happiness would be disclosed and science itself be benefited thereby.)
A szigetek felfedezése mind az amerikai, mind a brit fókavadászok képzeletét megmozgatta. Az első, a területen dolgozó fókavadász hajó a Buenos Aires-ben bejegyzett brit kereskedők tulajdonában lévő Espirito Santo brig volt. A hajó a Livingston-szigettől délre fekvő Rugged-szigetre hajózott, és a brit legénység 1819 karácsonyán partra szállva, III. György nevében brit területté nyilvánította a szigetet. Az események időbeni sorrendjét részletesen leírja a hajó kapitánya, Joseph Herring az Imperial Magazine 1820. júliusi számában. Az Espirito Santót a térségben az első fókavadászattal foglalkozó amerikai brig, a James Sheffield vezetésével közlekedő Hersilia követte a Falkland-szigetekről; ennek a hajónak a másodtisztje Nathaniel Palmer volt.

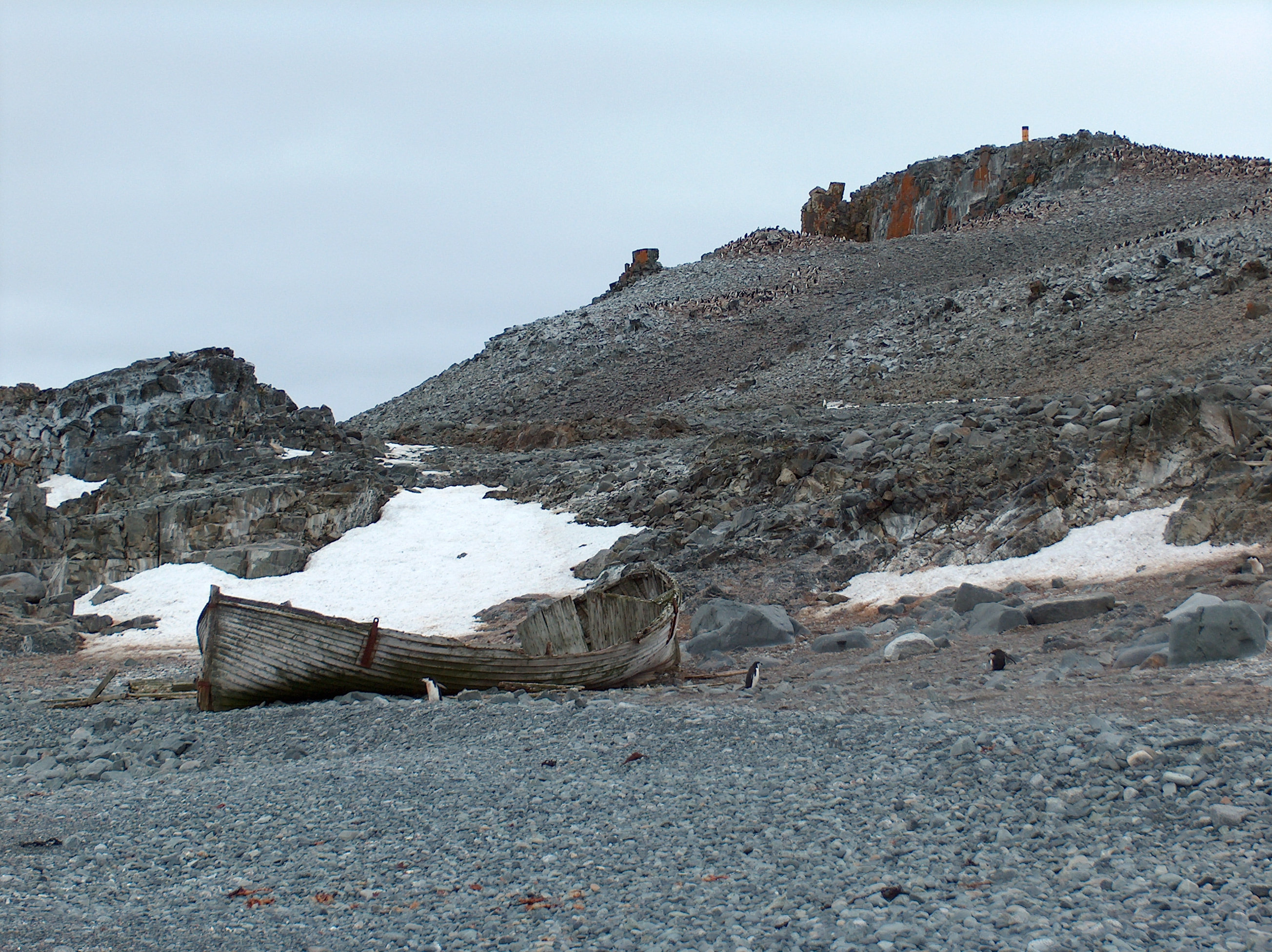
Egy norvég bálnavadász csónak maradványa, Half Moon Island

A Déli Sarkvidék területén az első áttelelést a Déli-Shetland-szigeteken az 1820-1821-es nyári szezont követően a Lord Melville személyzetéhez tartozó 11 brit tengerész hajtotta végre, mivel nem tudták időben elhagyni a György király-szigetet.
Miután Fabian Gottlieb von Bellingshausen és Mihail Lazarev vezetésével sikeresen körbehajózták az antarktiszi kontinenst, 1821. januárban orosz Antarktisz-kutató expedíció kötött ki a szigeteken. Az oroszok elkezdték tanulmányozni és elnevezni a szigeteket. Mind a György király-, mind az Elefánt-szigeten kikötöttek. Miközben a csalódásról elnevezett (Deception Island) és a Livingston-sziget között haladtak, Bellingshausent meglátogatta az amerikai hajó vezetője, Nathaniel Palmer, és tájékoztatta, hogy a környéken több tucat amerikai és brit fókavadász-hajó dolgozik.
Rövidesen az Új-Dél-Britannia nevet használták, de ezt hamarosan megváltoztatták a Déli-Shetland-szigetek névre. Az elnevezés a Skócia északi partjainál fekvő Shetland-szigetekre utal.  Jelenleg nemzetközileg is ez az elfogadott elnevezése a szigeteknek. Mind a két szigetcsoport megközelítően azonos távolságra van a Déli- illetve az Északi-sarktól, de a Déli-Shetland-szigetek átlaghőmérséklete sokkal hidegebb.
A XIX. század folyamán és a 20. század elején a szigeteken fókákra és bálnákra vadásztak. 1908 óta a szigeteket a bitek a Falkland-szigeteki Függő Területek részeként kormányozták, de csak 1944-ben kapott állandó lakosságot, mikor egy tudományos mérőállomást helyeztek itt el. Az ausztrál nyár alatt a közeli Antarktisz-félszigettel és Déli-Georgiával együtt nagyon népszerű turista célpont.

## Földrajza
A szigetcsoport a Falkland-szigetektől 940 km-re délre található. Az Antarktiszhoz legközelebbi pontja 93 km-re északra a Csalódás-sziget, a legtávolabbi 269 km-re északnyugatra a Clarence-sziget. A szigetcsoport kiterjedése a nyugat-délnyugati Smith-sziget és a Hó-sziget valamint a kelet-északkelet irányban fekvő Elefánt-sziget és Clarence-sziget között nagyjából 450 kilométer.
A Déli-Shetland-szigetekhez 11 nagyobb és számtalan kisebb sziget tartozik. Szárazföldi területük összesen 3687 km². A terület 80–90%-a állandó gleccserekkel fedett. A szigetcsoport legmagasabb pontja a Clarence-szigeten a 2.300 méterrel a tenger szintje fölé magasodó Irving-hegy.

## Éghajlat
A szigetek azonos távolságra vannak az egyenlítőtől, mint északon az Atlanti-óceánban a Feröer-szigetek, de az Antarktisz közelsége miatt sokkal hidegebb az éghajlatuk. A szigeteket körülölelő tengert április elejétől december elejéig jég borítja. A havi átlagos középhőmérséklet április és november között 0 °C alatt van.
A szigetek gleccserállománya az utóbbi években jelentős mértékben csökkent, de mindennek ellenére a felszín több mint 80%-a nyáron is jéggel borított.
Az időjárás egész évben felhős és szeles. Mindig erős nyugati szél fúj. A legtöbb napsütés a hideg beköszöntéhez kapcsolódik, délről a tél végén és tavasz elején nagyon hideg levegő áramlik a szigetek fölé. A nyári középhőmérséklet nagyjából 1,5 °C, a jellemző téli hőmérséklet -5 °C. Az óceán hatására a nyári hőmérséklet alacsony marad, és a nagy víztömeg megakadályozza, hogy télen annyira lehűljön a levegő, mint a belső, szárazföldi területeken.

## Növényzet, állatvilág
A zord körülmények ellenére – a déli sarkkörtől délre fekvő más szigetekhez hasonlóan – található vegetáció a Déli-Shetland-szigeteken is. A tundra-növényzet mohákból, zuzmókból és algákból tevődik össze. 
A szigeteken nagy változatosságban vannak jelen a hideg környezethez és extrém feltételekhez alkalmazkodó állatfajok. Kiemelhetők a különböző pingvin-fajok: állszíjas pingvin (Pygoscelis antarctica), Adélie-pingvin (Pygoscelis adeliae), szamárpingvin (Pygoscelis papua), aranytollú pingvin (Eudyptes chrysocome).
Más fajok is élnek a szigetcsoporton. Az emlősök között kiemelhető a déli elefántfóka (Mirounga leonina), mely elterjedt más dél-atlanti szigeteken, az Indiai-óceánon és Új-Zélandon is; a tengeri oroszlán (antarktiszi farkasként is ismert) és különböző fókafajok, mint a weddell-fóka (Leptonychotes weddelli) és a leopárdfóka (Hydrurga leptonyx]).
A szigeteken fészkelő sokféle madár megemlíthetők a viharmadár ( Procellariidae) különböző fajai, a tokoscsőrűfélék és egy ragadozó madár, a nagy halfarkas, mely más fajok tojásaival és fiókáival, kis állatokkal és döghússal táplálkozik. Ezen felül megtalálhatók a csérfélék és számos sirályfaj.
A szigetek körül tengerfenéken tengericsillagok, tengerirózsák (Actinaria ) és számos puhatestű faj tenyésznek.

## Szigetek

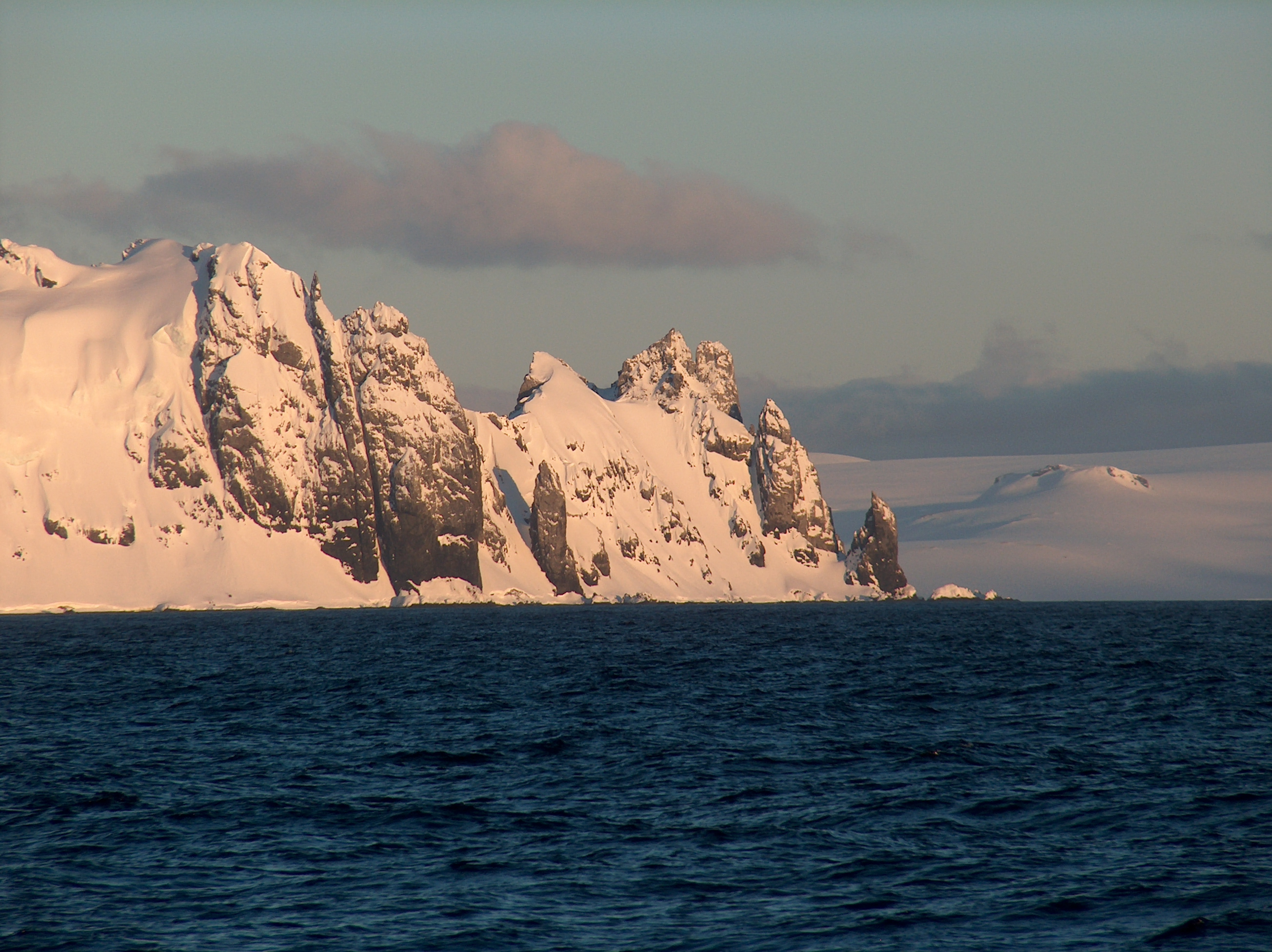
Renier-pont

Északról délre a nagyobb szigetek és néhány kisebb:
Északi szigetcsoport
- Cornwallis-sziget (kicsi)
- Elefánt-sziget
- Clarence-sziget
- Rowett-sziget (kicsi)
- Gibbs-sziget (kicsi)

Déli szigetcsoport
- György király-sziget (a legnagyobb, Argentínában neve Május 25-dike-sziget, Oroszországban Vaterloo)
- Bridgeman-sziget (kicsi)
- Pingvin-sziget (kicsi – az antarktiszi régióban lévő számtalan Pingvin-sziget egyike)
- Nelson-sziget (Oroszországban Lipcse)
- Robert-sziget (Oroszországban Polock)
- Aitcho-sziget (kicsi)
- Greenwich-sziget
- Félhold-sziget (kicsi)
- Csalódás-sziget (kicsi, orosz neve Teylya)
- Livingston-sziget (a második legnagyobb, orosz neve Szmolenszk)
- Rugged-sziget (kicsi)
- Hó-sziget (orosz neve Mali Jaroszlavec)
- Smith-sziget (orosz neve Borogyino)
- Alacsony-sziget
- Fóka-sziget (kicsi)

(A fentebb említett orosz nevek történelmiek, és ma már nem ez az orosz hivatalos nevük a szigeteknek.)

## Kutatóállomások

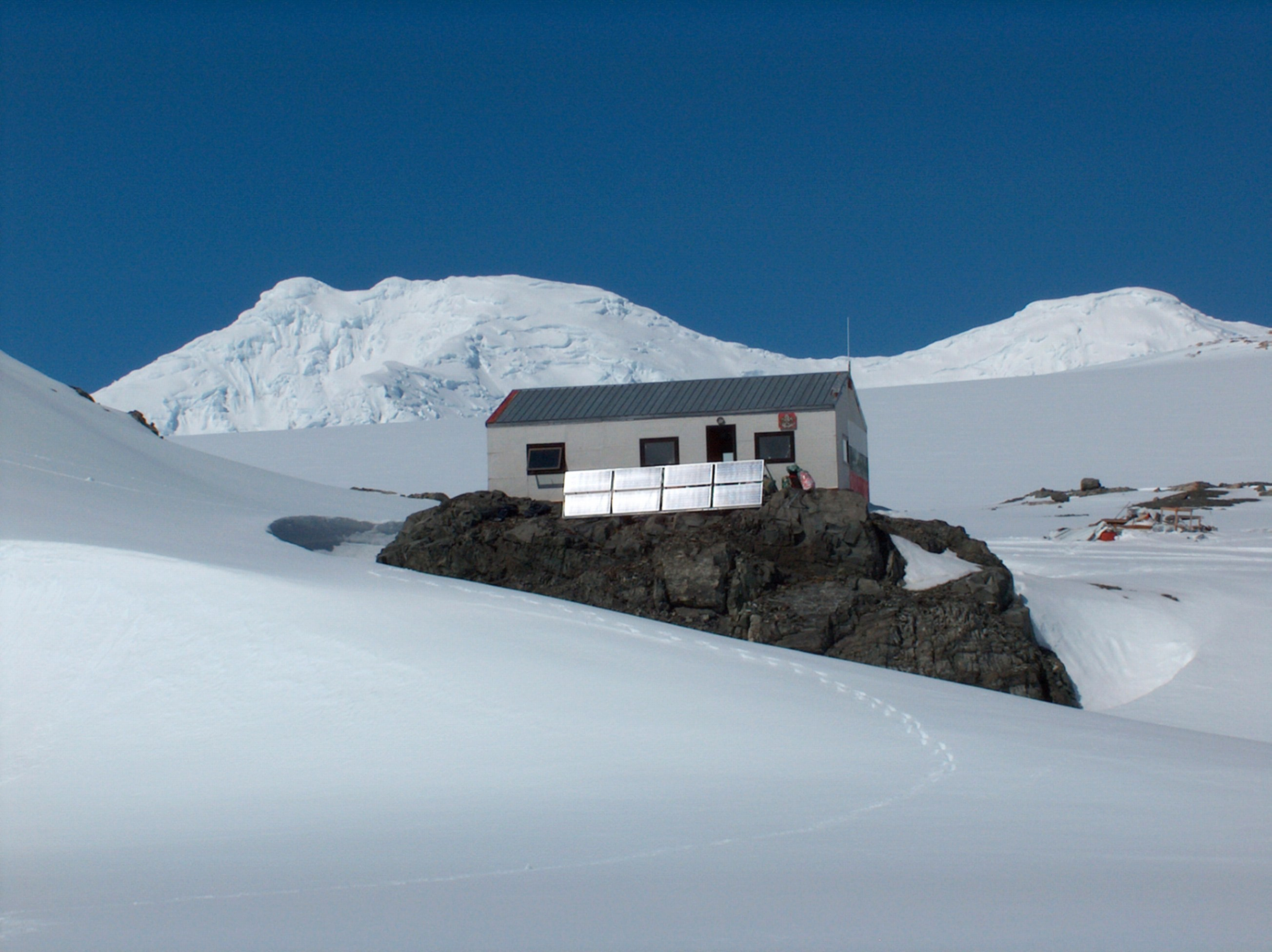
St. Kliment Ohridski

Számos nemzeti kutatóállomás van a szigeteken:
- ARG - Cámara kutatóállomás (Félhold-sziget, 1953 óta, csak nyáron működik)
- ARG - Carlini kutatóállomás (György király-sziget, 1953 óta, folyamatosan működik)
- ARG - Decepción kutatóállomás (Csalódás-sziget, 1953 óta, csak nyáron működik)
- BGR - St. Kliment Ohridski kutatóállomás (Livingston-sziget, 1988 óta, nyaranta)
- BRA - Comandante Ferraz kutatóállomás (György király-sziget, 1984, folyamatos)
- CHL - Presidente Eduardo Frei Montalva kutatóállomás (György király-sziget, 1969 óta, folyamatos)
- CHL - Professor Julio Escudero kutatóállomás (György király-sziget, 1994 óta, folyamatos)
- CHL - Captain Arturo Prat kutatóállomás (Greenwich-sziget, 1947 óta, folyamatos)
- CHL/USA - Shirreff kutatóállomás (Livingston-sziget, 1990 óta, nyaranta)
- CHN - Great Wall kutatóállomás (György király-sziget, 1985 óta, folyamatos)
- ECU – Pedro Vicente Maldonado kutatóállomás (Greenwich-sziget, 1990 óta, nyaranta)
- ESP - I. Juan Carlos kutatóállomás (Livingston-sziget, 1988 óta, nyaranta)
- ESP - Gabriel de Castilla kutatóállomás (Csalódás-sziget, 1989 óta, nyaranta)
- KOR - King Sejong kutatóállomás (György király-sziget, 1988 óta, folyamatos)
- PER - Machu Picchu kutatóállomás (György király-sziget, 1989 óta, nyaranta)
- POL - Henryk Arctowski kutatóállomás (György király-sziget, 1977 óta, folyamatos)
- RUS - Bellingshausen kutatóállomás (György király-sziget, 1968 óta, folyamatos)
- URY - Artigas kutatóállomás (György király-sziget, 1984 óta, folyamatos)

## Ideiglenesen működő táborhelyek

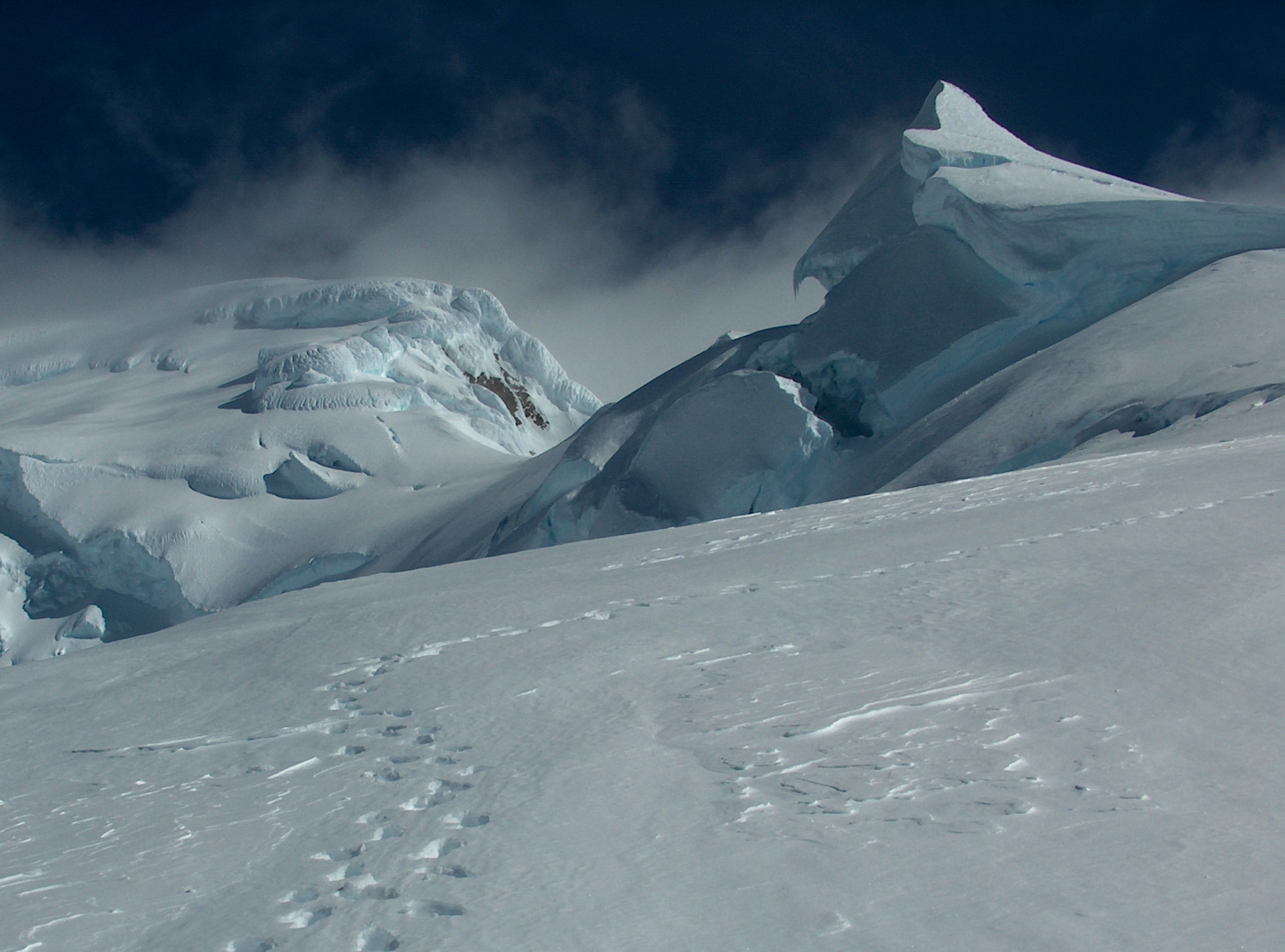
Ongal csúcs, Tangra-hegység

- ARG - Camp Livingston (a Livingston-szigeti Byers-félszigeten)
- BGR - Camp Academia (a Livingston-szigeti Tangra-hegység Huron-gleccserén)
- ESP - Camp Byers (a Livingston-szigeti Byers-félszigeten)

## Térképek
- Interactive King George Island Mapviewer
- L.L. Ivanov et al., Antarctica: Livingston Island and Greenwich Island, South Shetland Islands (from English Strait to Morton Strait, with illustrations and ice-cover distribution), 1:100000 arányú topográfiai térkép, Antarktiszi Helynév Bizottság Bulgária Szófia
- L.L. Ivanov. Antarctica: Livingston Island and Greenwich, Robert, Snow and Smith Islands. Scale 1:120000 topographic map.  Troyan: Manfred Wörner Foundation, 2009.  ISBN 978-954-92032-6-4

## Fordítás
Ez a szócikk részben vagy egészben  a   South Shetland Islands című angol Wikipédia-szócikk ezen változatának fordításán alapul.  Az eredeti cikk szerkesztőit annak laptörténete sorolja fel. Ez a jelzés csupán a megfogalmazás eredetét és a szerzői jogokat jelzi, nem szolgál a cikkben szereplő információk forrásmegjelöléseként.